# تامر یانگ
تامر یانگ (انگلیسی: Tamera Young؛ زادهٔ ۳۰ اکتبر ۱۹۸۶) بازیکن بسکتبال اهل ایالات متحده آمریکا است.
از باشگاه‌هایی که در آن بازی کرده‌است می‌توان به آتلانتا دریم اشاره کرد.